# Arne Kaijser
Arne Kaijser (nacido en 1950) es profesor emérito de historia de la tecnología en el KTH Real Instituto de Tecnología en Estocolmo y expresidente de la Sociedad de Historia de la Tecnología.
Kaijser ha publicado dos libros en sueco: Stadens ljus. Etableringen av de första svenska gasverken y I fädrens spår. Den svenska infrastrukturens historiska utveckling och framtida utmaningar, además de haber coeditado varias antologías. Es miembro de la Real Academia Sueca de Ciencias de la Ingeniería desde 2007 y forma parte del consejo editorial de dos revistas científicas: Journal of Urban Technology y Centaurus. Recientemente, ha centrado su investigación en la historia de los grandes sistemas técnicos.